# Église Saint-Martin de Gigny
L'église Saint-Martin de Gigny est une église romane située dans la commune de Saint-Dizier, dans le département de la Haute-Marne.

## Historique
Longtemps église hors des murs de la ville, elle appartenait au faubourg de Gigny. La première mention vient d'une donation effectuée 1196 par l'évêque de Châlons, Rotrou du Perche. Elle était le siège d'une cure à la collation de l'abbé de Montier-en-Der. Elle fut brûlée lors du siège de Saint-Dizier puis reconstruite ensuite, seul le portail du XIIIe siècle fut conservé.
Avec l'urbanisation des années 1970, elle faillit être détruite mais se trouve incluse au centre d'un quartier nouveau en arc de cercle.

Elle a fait l’objet d’une inscription au titre des monuments historiques depuis le 1er juillet 1974 pour le portail.

## Images

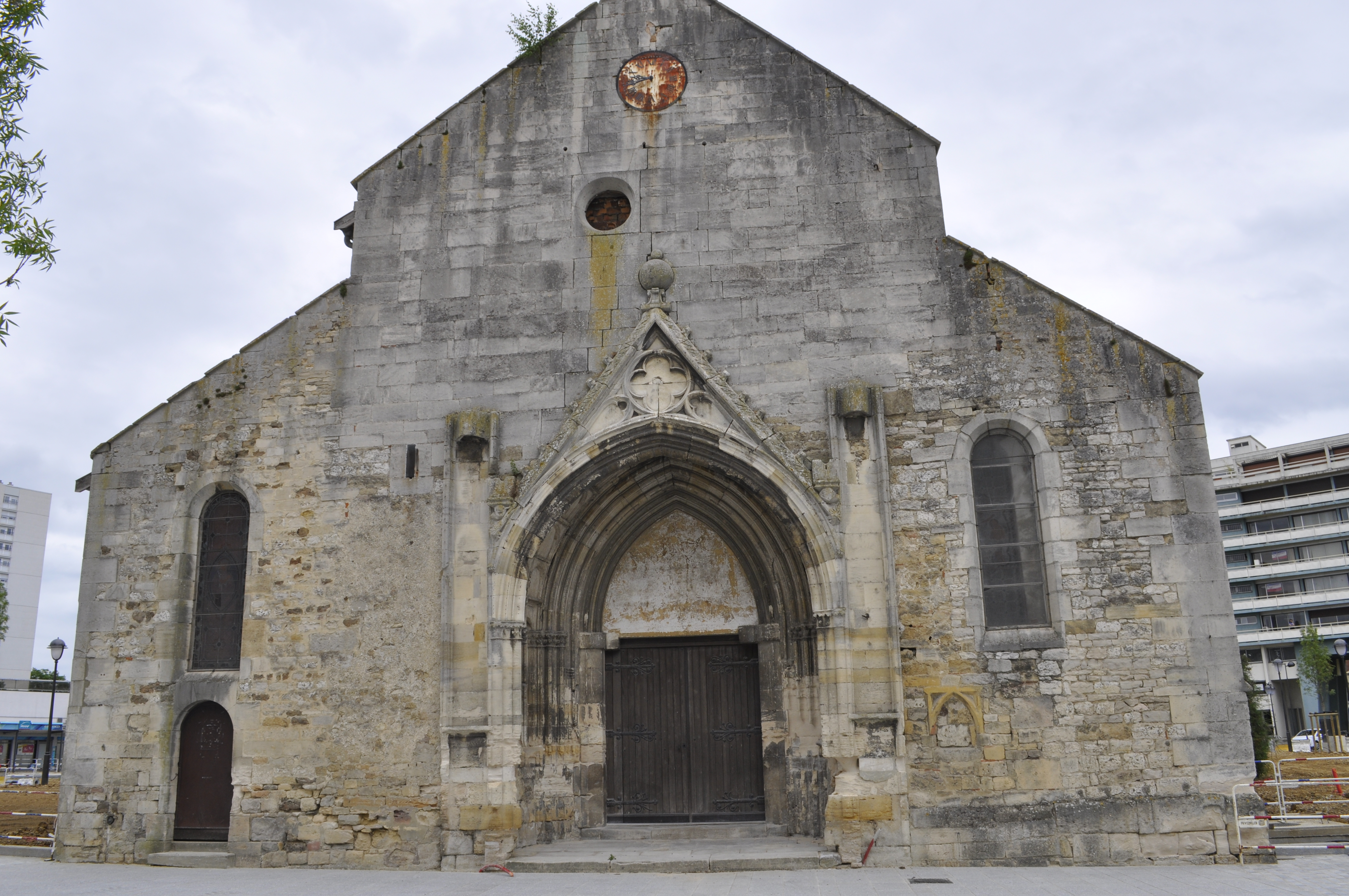
Le portail classé[1].
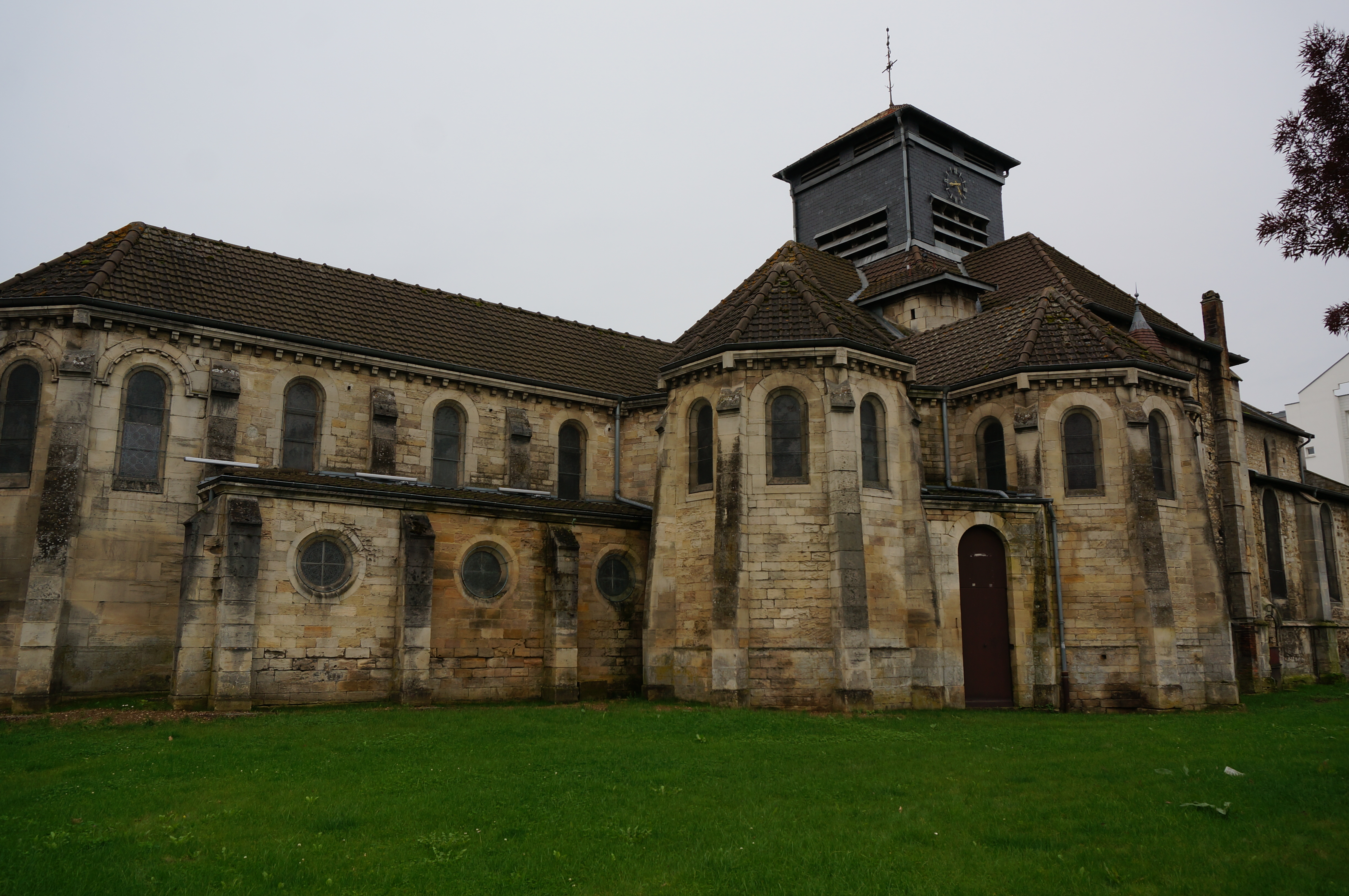
l'abside.
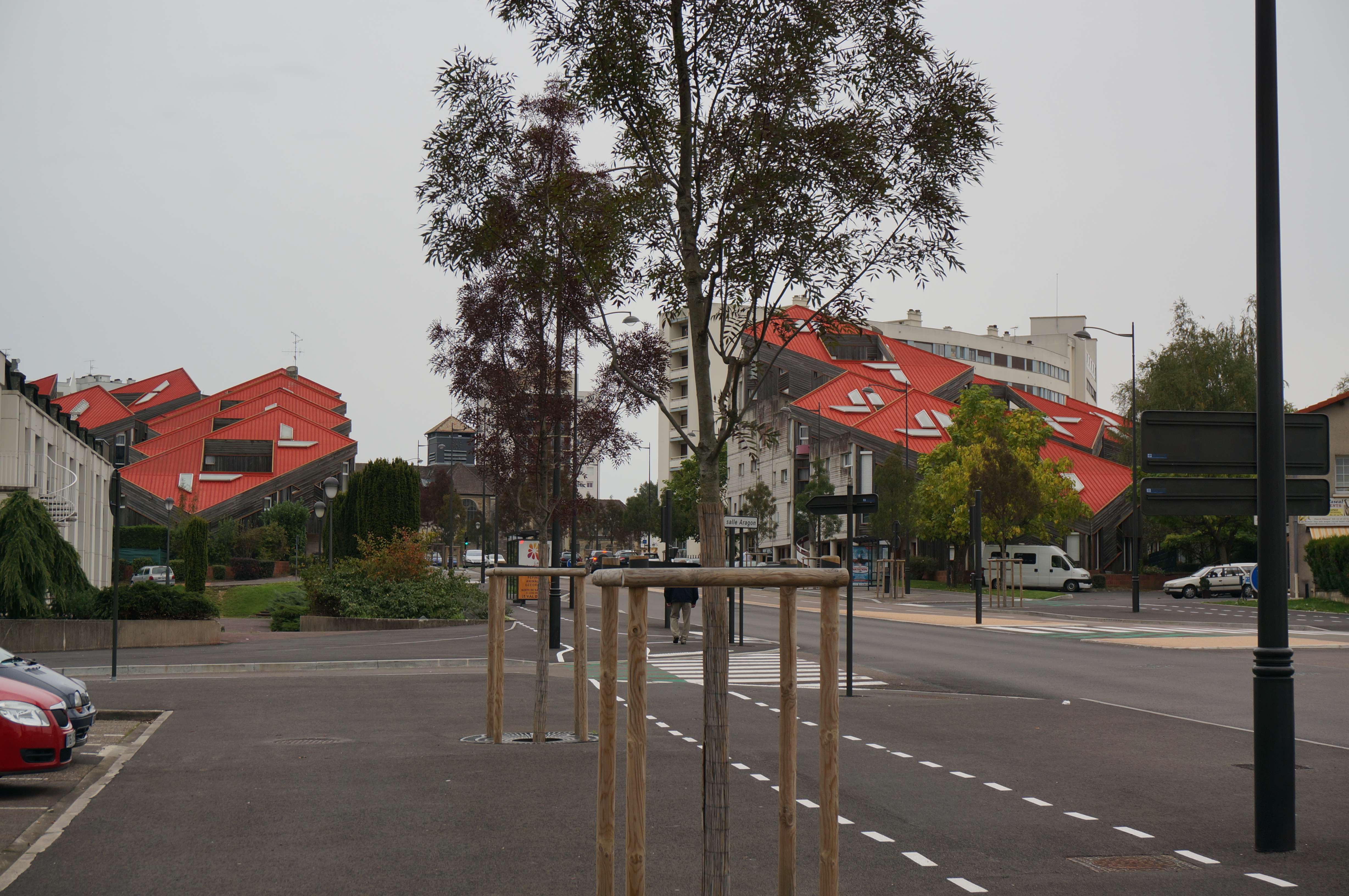
l'église au centre de son quartier.
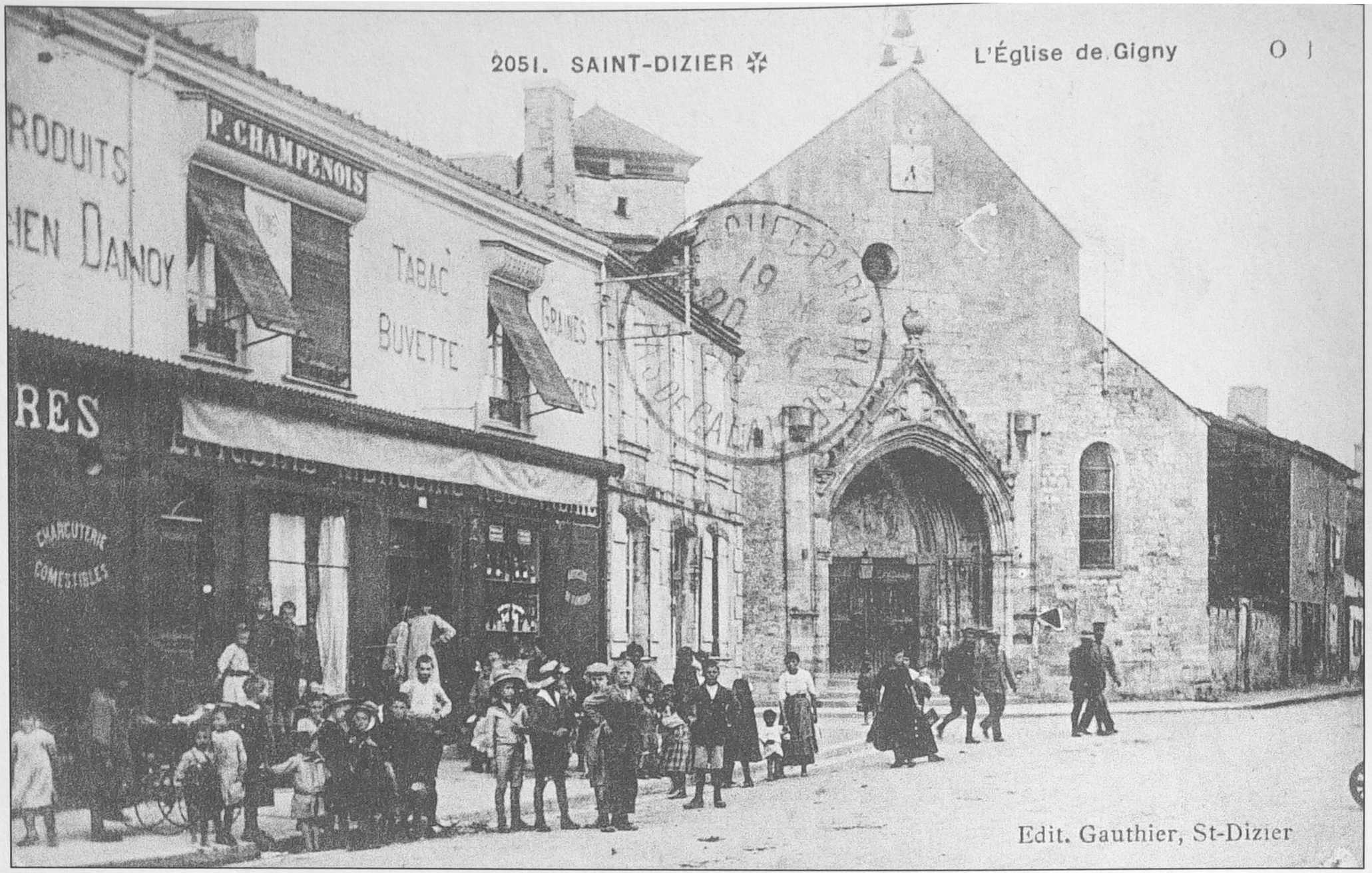
L'ancien quartier de Gigny.